# Bukoba
Bukoba – miasto w północno-zachodniej Tanzanii, nad Jeziorem Wiktorii, w pobliżu granicy z Ugandą, ośrodek administracyjny regionu Kagera. Około 90 tys. mieszkańców.
W mieście rozwinął się przemysł spożywczy.